# Soja noir salé
Le douchi (en chinois : 豆豉 ; pinyin : dòuchǐ) est une préparation de soja, fermenté et salé. Il en existe des noirs, soja noir salé et fermenté. Il est parfois connu sous le nom de « haricots noirs salés » (en chinois : 黑豆豆豉 ; pinyin : hēidòu dòuchǐ ; cantonais Jyutping : hak¹dau⁶ dau⁶si⁶ ou  chinois : 黑豆豉 ; pinyin : hēidòu chǐ ou hēidòu shì ; cantonais Jyutping : hak¹dau⁶ si⁶) puisqu'il s'agit d'haricots de soja noir. Il en existe également fait d'haricots de soja jaune  chinois : 黄豆豉 ; pinyin : huángdòu chǐ ou huángdòu shì ; cantonais Jyutping : wong⁴dau⁶ si⁶).
C'est l'un des condiments les plus appréciés de la cuisine chinoise ; il est couramment utilisé pour préparer la sauce de haricots noirs[citation nécessaire].
Le douchi est fait de soja salé et fermenté. On utilise le plus souvent du soja noir et la méthode de préparation rend les grains mous et secs, en particulier s'ils ont subi un séchage. On utilise aussi du soja ordinaire (soja blanc) : on obtient alors des grains marron.
L'odeur de ce condiment est prononcée, âcre et épicée. Le goût est salé, un peu amer et sucré. Le produit fini fait à partir de soja blanc est appelé mianchi (麪豉, miànchǐ).
La méthode de préparation et le produit fini sont proches de l'ogiri et de l'iru, deux préparations africaines à base de haricots fermentés [citation nécessaire].
Il ne faut pas confondre le douchi ou soja noir (Glycine max), ni avec le haricot noir (Phaseolus vulgaris L.) qui est une variété couramment utilisée dans les cuisines d'Amérique centrale, d'Amérique du Sud et des Caraïbes, ni avec le haricot urd (Vigna mungo).

## Histoire
Le soja noir fermenté est la plus ancienne préparation faite à partir de soja. En l'an 165 av. J.-C., on en retrouva dans la tombe Han n°1 à Mawangdui, au centre de la Chine du sud. La tombe fut scellée vers 165 av. J.-C. et fut rouverte pour la première fois en 1972[citation nécessaire]. Il s'agit de la tombe d'une femme de haut rang social, sans doute l'épouse du premier marquis de Tai[réf. nécessaire].
En 90 av. J.-C., dans l'œuvre intitulée Shiji (史记 / 史記, Shǐjì), aussi appelée Mémoires du Grand Historien de Sima Qian, le chapitre 69 évoque jusqu'à 1 000 poteries contenant des graines de céréales fermentés et du soja salé fermenté (shi). C'était déjà un produit de base essentiel en Chine.
Quand le prince de Huainan (légendaire inventeur du tofu) fut exilé pour avoir appelé à la rébellion (en 173 av. J.-C.) contre son frère, l'empereur han, Wendi, ainsi que sa suite furent tout de même approvisionnés en produits de première nécessité, tels que du bois de chauffage, du riz, du sel, du soja noir fermenté et des ustensiles de cuisine. L'année 173 av. J.-C. est bien antérieure au scellement de la tombe han n°1 à Mawangdui.

## Utilisation

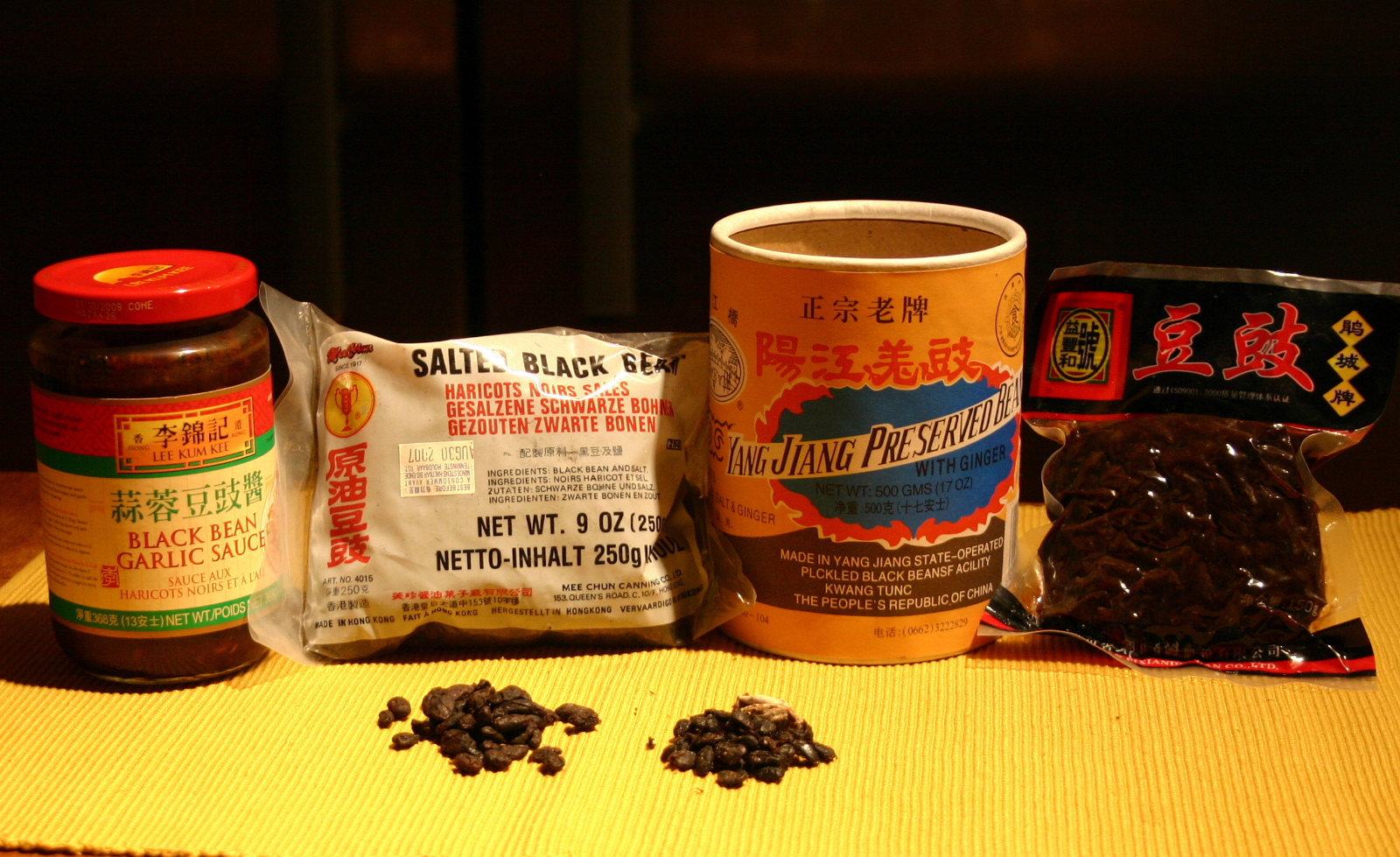
Différents types de douchi.

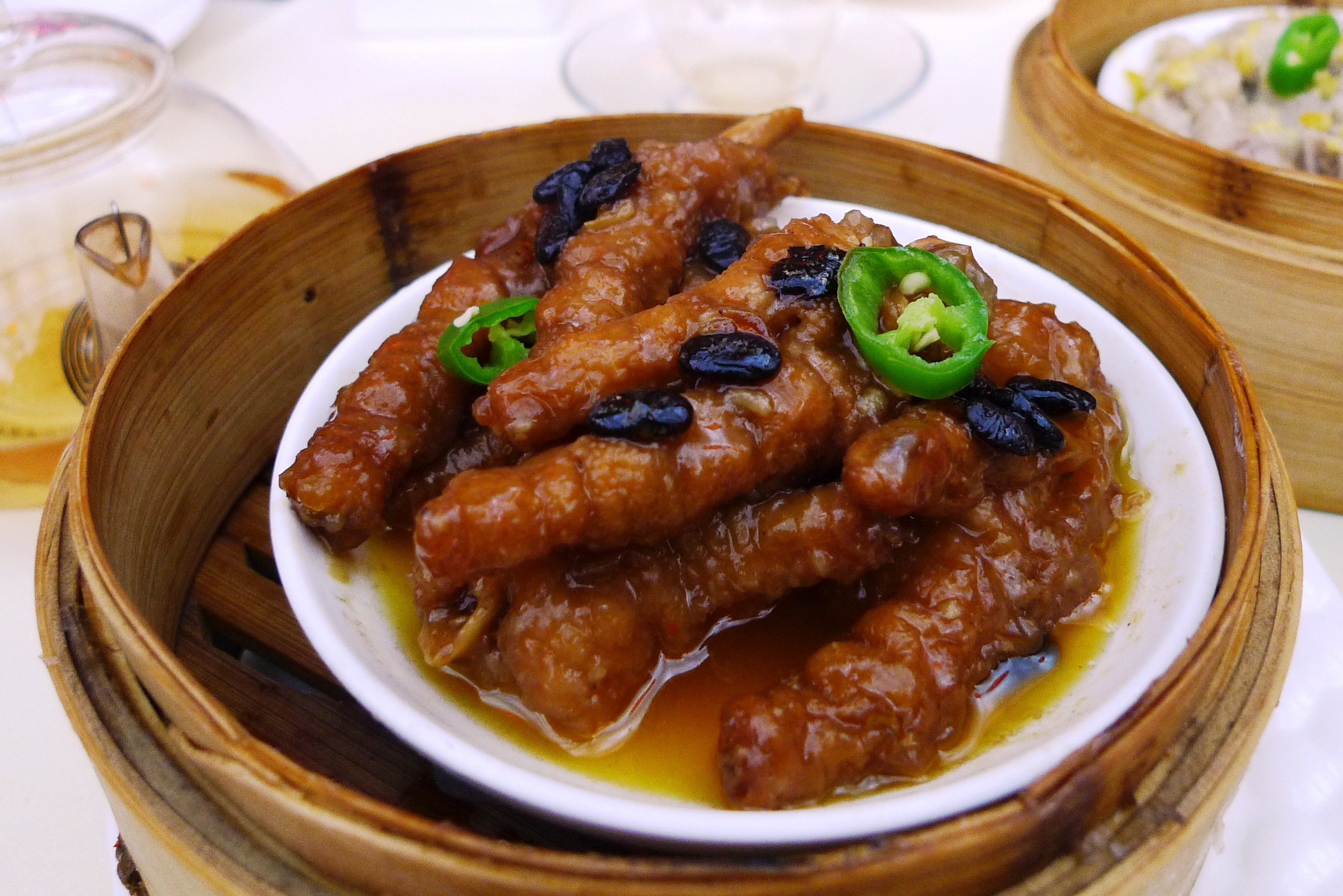
Des pieds de poulet, un des plats du dim sum, aux haricots noirs salés.

Il est un des ingrédients du mapo doufu. Les haricots noirs fermentés sont aussi utilisés pour assaisonner du poisson ou des légumes sautés, notamment le concombre amer et les légumes-feuilles. Contrairement à d'autres préparations à base de soja fermenté comme le natto ou le tempeh, le douchi est uniquement utilisé en tant qu'assaisonnement, et n'est pas destiné à être consommé en grande quantité, étant beaucoup plus salé.
Des petits sachets de douchi sont vendus dans la plupart des épiceries chinoises.
Parmi les plats ordinaires contenant du douchi, on trouve le carré de viande à la vapeur avec des haricots noirs fermentés et du piment (豉椒排骨, shì jiāo páigǔ) et la carpe de vase braisée aux haricots noirs fermentés (豆豉鯪魚, dòuchǐ líng yú).

### Dans le monde
Le soja noir fermenté est un aliment traditionnel ancien, utilisé comme condiment et comme assaisonnement dans beaucoup de pays d'Asie de l'Est. Il est connu sous de nombreux noms :
- En japonais, on l'appelle daitokuji natto, hamanatto, hamananatto, shiokara-natto ou tera-natto. On utilise parfois les mêmes kanjis (豆豉) ou des kanjis équivalents (豆鼓) ou parfois des kanjis complètement différents.

- En Corée, une pâte de soja noir préparée à partir de soja grillé est appelée chunjan. Elle est utilisée pour préparée le jajangmyeon, un plat célèbre de nouilles. Elle fut introduite en Corée par des colons chinois arrivé à Incheon au début du XXe siècle. Le chunjang a subi de nombreux changements depuis.

- Au Vietnam, cette sauce est appelée tàu xì ou đậu xị.

- Au Cambodge, le douchi est appelé seang ou « haricot salé fermenté », en khmer. Il s'agit d'un condiment ordinaire qui est souvent utilisé avec du poisson salé fermenté appelé prahok.

- Dans la cuisine philippine, il est appelé tawsi en cebuano et en tagalog, les deux termes provenant du terme tāu-sī (豆豉),  en dialecte hokkien des Philippines. Il est souvent utilisé lors de la préparation de poisson à la vapeur.

- Dans la cuisine sino-indonésienne, il est appelé tausi qui provient aussi de son nom hokkien. Il est habituellement utilisé pour le kakap tahu tausi qui est un plat de poisson, de tofu et de soja noir salé.

- Dans les régions hispanophones d'Amérique latine, on l'appelle généralement tausí ou tau-sí.

## Sauce de haricots noirs
Dans la cuisine chinoise, il existe une sauce de haricots noirs (蒜蓉豆豉酱) qui est préparée à partir de douchi, d'ail et de sauce soja. C'est un mélange typique utilisé pour assaisonner des plats. Cette pâte est vendue dans le commerce dans des bocaux en verre bien que la plupart des chefs de restaurants chinois préfèrent utiliser du douchi pour la préparer eux-mêmes[réf. nécessaire].